# 남성준
남성준(1987년 2월 17일 ~ )은 대한민국의 배우이다.

## 학력
- 상명대학교 영화학과

## 출연작

### 영화
- 《행복의 나라》 (2018년)
- 《대립군》 (2017년) - 나졸 역
- 《암살》 (2015년) - 치과 앞 헌병 역
- 《세계일주》 (2015년) - 남직원 2 역
- 《레디액션 청춘》 (2014년) - 창민 역[3]
- 《신이 보낸 사람》 (2014년) - 국경경비대원 1 역
- 《비정한 도시》 (2012년) - 남성철 역
- 《완벽한 파트너》 (2011년) - 영화관객 1 역
- 《푸른소금》 (2011년)
- 《휴일》 (2010년) - 스쿠터 역
- 《지상의 물고기들》 (2007년) - 하루 역
- 《괴물》 (2006년)

### 드라마
- 《마성의 기쁨》 (2018년, 드라맥스 & MBN) - 신경과 의사 서진수 역
- 《마술학교》 (2017년, JTBC) - 김종만 역
- 《김과장》 (2017년, KBS2) - 이석수 역
- 《달의 연인 - 보보경심 려》 (2016년, SBS)
- 《퍼펙트 센스》 (2016년, KBS2) - 분식집 주인 역
- 《구암 허준》 (2013년, MBC)
- 《노리코, 서울에 가다》 (2011년, KBS2)

### 연극
- 《그남자 그여자》 (2013년) - 영훈 역
- 《유리 구슬 속 아버지》 (2010년)
- 《능소야》 (2010년)
- 《Click》 (2010년)
- 《박수칠 때 떠나라》 (2007년)
- 《날 보러 와요》 (2006년)
- 《택시 드리벌》 (2006년)